# Cyrtorchis letouzeyi
Espèce
Synonymes
- Cyrtorchis helicocalcar Bellone[1]

Cyrtorchis letouzeyi Szlach. & Olszewski est une espèce de plantes à fleurs de la famille des Orchidaceae (les orchidées) et du genre Cyrtorchis, endémique d'Afrique centrale.

## Étymologie
Son épithète spécifique letouzeyi rend hommage au botaniste français René Letouzey qui a collecté l'holotype en 1972, près de Bitsoumam-Eyen, à 12 km à l'est de Ngoulemakong.

## Description
C'est une herbe assez robuste qui peut atteindre 15 cm de hauteur.

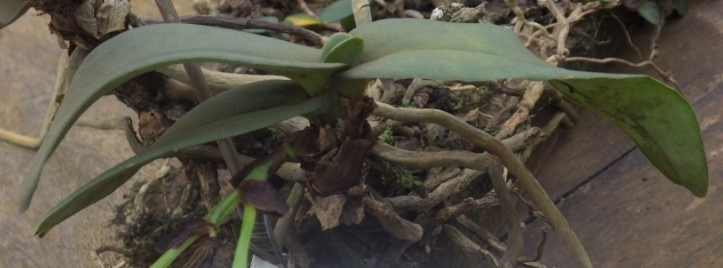
Tige et feuilles.
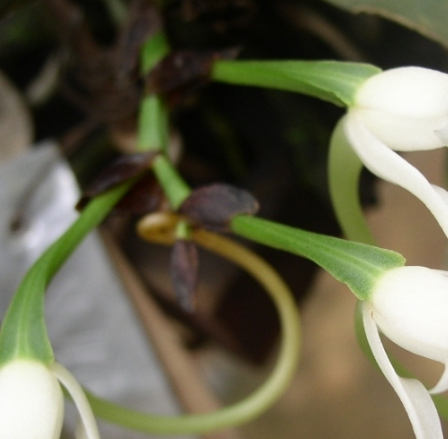
Inflorescence.
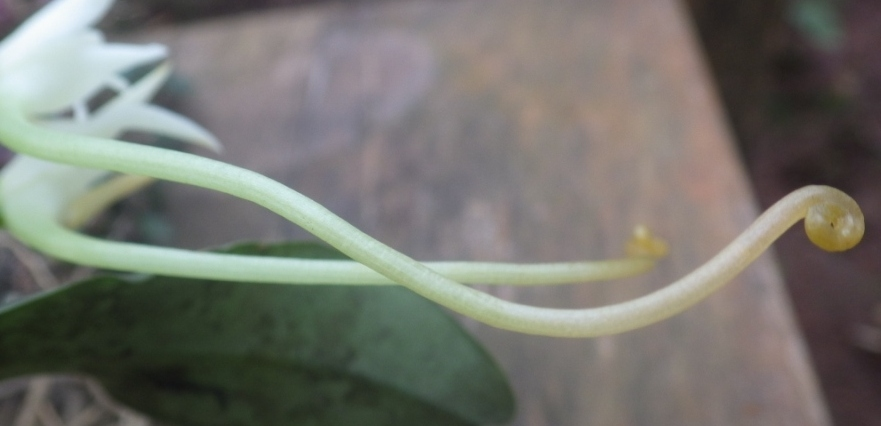
Éperon.
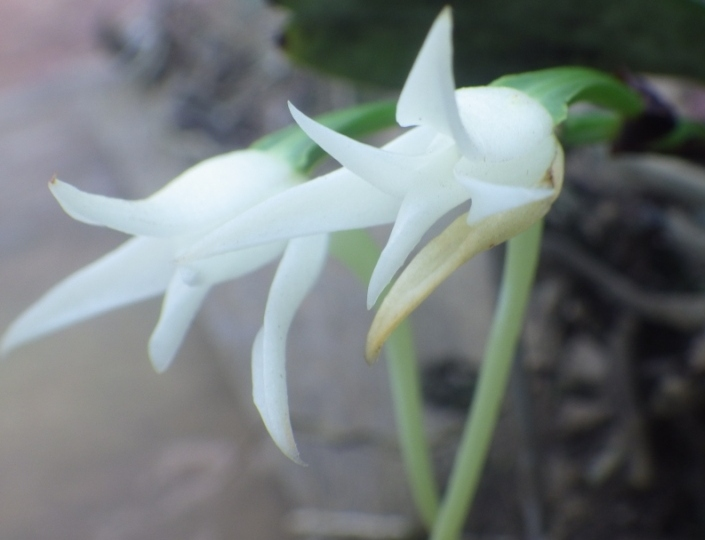
Tépales.

## Distribution
Assez rare, elle a été collectée au Cameroun dans  quatre régions (Adamaoua, Centre, Sud, Est), également au Gabon et en République centrafricaine.